# 混翅鲎属
混翅鲎属（学名：Mixopterus），也称混足鲎属，是混足鲎科的一属。属名及科名均来自古希腊语mixo-“mixed”（混合） + pterón“wing”（翅膀）。

## 下属物种
本属包括以下物种：
- †多刺混翅鲎 Mixopterus multispinosus Ruedemann, 1921 (模式种) ，种名来自拉丁语multus“much，many”很多的+spīnōsus“thorny”多刺的。
- †凯氏混翅鲎 Mixopterus kiaeri Størmer, 1934，种名以Johan Aschehoug Kiær的名字命名。
- †斯氏混翅鲎 Mixopterus simonsoni Schmidt, 1883，种名以Simonson的名字命名。